# Vera Lewis
Vera Lewis (* 10. Juli 1873 in New York City als Vera Irwin Elder; † 8. Februar 1956 in Woodland Hills, Los Angeles, Kalifornien) war eine US-amerikanische Schauspielerin.

## Leben und Karriere
Vera Lewis begann ihre Schauspielkarriere beim New Yorker Theater und kam 1914 zum Filmgeschäft. Schon in ihren frühen Rollen spezialisierte sie sich auf die Darstellung von gehässigen oder moralisierenden „alten Jungfern“, Witwen, Schwiegermüttern, Gesellschaftsdamen oder Nachbarinnen. Ihre erste bedeutende Rolle spielte sie in David Wark Griffiths legendärem Filmepos Intoleranz von 1916, in dem sie als wohlhabende Mary T. Jenkins den sittenwächternden Verein der ‚Uplifters‘ unterstützt, nachdem sie selbst keinen Ehemann abbekommen hat. 1926 war sie im Stummfilm Ella Cinders als fiese Schwiegermutter von Colleen Moore zu sehen.
Insbesondere im Tonfilm ab Ende der 1920er-Jahre waren Lewis’ Rollen in vielen Fällen nur kleiner Natur, aber dennoch blieben ihre Filmauftritte markant und zahlreich – sie drehte teilweise über ein Dutzend Filme pro Jahr in den 1930er- und 1940er-Jahren. In der Komödie Man on the Flying Trapeze (1935) spielte sie die unausstehliche Schwiegermutter von W. C. Fields, der diese gegenüber seinem Chef für tot erklärt, was daraufhin für Turbulenzen sorgt. Eine ihrer letzten Rollen hatte sie als Zimmervermieterin von Burt Lancasters Figur im Film-noir-Klassiker Rächer der Unterwelt (1946). Der Filmhistoriker William K. Everson beschrieb sie und ihre Filmfiguren als „ein liebenswertes altes Wrack von Wichtigtuerin“ ("lovable old wreck of a busybody"). Zum Zeitpunkt ihres Rückzuges im Jahr 1947 hatte Vera Lewis für insgesamt über 180 Kinofilme vor der Kamera gestanden.
Vera Lewis war bis zu dessen Unfalltod im Jahr 1937 mit dem Schauspieler Ralph Lewis verheiratet. Aus einer früheren Ehe mit Edward J. Mackay hatte sie die Tochter Monica (1896–1968), durch die sie zum Zeitpunkt ihres Todes vier Enkelkinder und zehn Urenkel hatte. Monica wurde nach dem Tod ihres Ehemannes eine Nonne. Vera Lewis lebte zuletzt im Motion Picture Country House, wo sie im Februar 1956 im Alter von 82 Jahren starb. Sie wurde auf dem Prominentenfriedhof Holy Cross Cemetery in Culver City beigesetzt.

## Filmografie (Auswahl)
- 1914: Dot's Elopement (Kurzfilm)
- 1915: Hypocrites
- 1916: Intoleranz (Intolerance)
- 1922: Peg o’ My Heart
- 1924: Ralphs nächtliche Abenteuer (Broadway After Dark)
- 1925: Das Opfer der Stella Dallas (Stella Dallas)
- 1926: Kaufhaus Pleite (Take It from Me)
- 1926: Wie Ellen zum Film kam (Ella Cinders)
- 1927: Auferstehung (Resurrection)
- 1928: Ramona
- 1929: Die eiserne Maske (The Iron Mask)
- 1929: Coquette
- 1931: Night Nurse
- 1933: King Kong und die weiße Frau (King Kong)
- 1933: Ganovenbraut (Hold Your Man)
- 1935: Paddy O’Day
- 1935: Man on the Flying Trapeze
- 1937: Denen ist nichts heilig (Nothing Sacred)
- 1938: Drei Schwestern aus Montana (The Sisters)
- 1938: Der kleine Star (Boy Meets Girl)
- 1938: Vater dirigiert (Four Daughters)
- 1938: Comet Over Broadway
- 1938: Chicago (In Old Chicago)
- 1938: Schule des Verbrechens (Crime School)
- 1938: Das Doppelleben des Dr. Clitterhouse (The Amazing Dr. Clitterhouse)
- 1938: Chicago – Engel mit schmutzigen Gesichtern (Angels with Dirty Faces)
- 1939: Die Teufelsinsel (Devil's Island)
- 1939: Die wilden Zwanziger (The Roaring Twenties)
- 1939: Das zweite Leben des Dr. X (The Return of Doctor X)
- 1939: Herr des wilden Westens (Dodge City)
- 1939: Mr. Smith geht nach Washington (Mr. Smith Goes to Washington)
- 1940: Nachts unterwegs (They Drive By Night)
- 1940: Hölle, wo ist dein Sieg? (All This and Heaven too)
- 1941: Herzen in Flammen (Manpower)
- 1941: Verlobung mit dem Tod (The Smiling Ghost)
- 1941: Mit einem Fuß im Himmel (One Foot in Heaven)
- 1941: Sein letztes Kommando (They Died with Their Boots On)
- 1941/45: I Was a Criminal
- 1942: Yankee Doodle Dandy
- 1942: Die fröhliche Gauner GmbH (Larceny, Inc.)
- 1942: Nacht im Hafen (Moontide)
- 1943: Der Pilot und die Prinzessin (Princess O'Rourke)
- 1944: Das Leben der Mrs. Skeffington (Mr. Skeffington)
- 1944: Unter Verdacht (The Suspect)
- 1946: Rächer der Unterwelt (The Killers)
- 1947: Ein Leben wie ein Millionär (It Happened on Fifth Avenue)